# جامعة بني سويف التكنولوجية
جامعة بني سويف التكنولوجية هي جامعة حكومية مصرية، إحدى الجامعات التكنولوجية التي تم إنشاءها طبقًا لقانون رقم 72 لسنة 2019 والخاص بإنشاء الجامعات التكنولوجية في مصر وهي مؤسسات تعليمية تنتهج أسلوب التعليم والتدريب للطلاب في مختلف التخصصات التي يحتاجها سوق العمل مع تطوير وبناء المهارات اللازمة لإلحاق الخريج بسوق العمل مباشرة، تقع الجامعة في منطقة الجامعات بمدينة بني سويف الجديدة بمحافظة بني سويف.

## التاريخ
أعلنت وزارة التعليم العالى والبحث العلمى، صدور القانون رقم 72 لسنة 2019 بإنشاء الجامعات التكنولوجية، لتعد هذه الخطوة نقلة هامة في استحداث مسار جديد للتعليم الفنى في مصر. تعد الجامعات التكنولوجية امتدادا لمسار طلاب التعليم الفني والتي تعمل على إكسابهم المهارات العملية والعلمية لمواكبة متطلبات سوق العمل المحلي والدولي، وذلك من خلال البرامج التكنولوجية التي يتم تطبيقها بالكليات التابعة للجامعة، والتى وضعت بناء على احتياجات المشروعات القومية وجغرافية الجامعات.

## البرامج
- برنامج ميكاترونكس.
- برنامج تكنولوجيا المعلومات.[3]
- برنامج الأوتوترونكس.
- برنامج الطاقة المتجددة.

## القبول
تقبل الكلية المصرية الكورية لتكنولوجيا الصناعة والطاقة الطلاب المصريين الحاصلين على شهادة إتمام التعليم الثانوي الفني نظام الثلاث سنوات ونظام الخمس سنوات ومايعادلها من الشهادات الفنية، وشهادة إتمام الثانوية العامة وما يعادلها والوافدين، وشهادة إتمام المعاهد الفنية نظام السنتين بعد المرحلة الثانوية وما يعادلها، وشهادة الدبلوم المهني.

## وصلات خارجية
- الموقع الرسمي